# Rio do Brasil
Singles de Dalida
Gigi in paradisco Chanteur des années 80
Rio do Brasil est une chanson de Dalida sortie en 1980. Le titre parvint à se classer à la 5e position des ventes en septembre 1980 au Québec. C'est le premier single de la chanteuse à accéder au TOP10 du classement hebdomadaire québécois des années 1980.

## Classement hebdomadaire
| Classement (1980-1981) | Meilleure position |
| ---------------------- | ------------------ |
| Québec                 | 5                  |